# Nicholas Courtney
Pour les articles homonymes, voir Courtney.
Nicholas Courtney, né le 16 décembre 1929 au Caire et mort le 22 février 2011 est un acteur anglais principalement connu pour ses nombreux rôles à la télévision anglaise à partir des années 1950 et pour son rôle du Brigadier Lethbridge-Stewart dans la série anglaise Doctor Who.

## Carrière
Fils d'un diplomate britannique, Nicholas Courtney fut éduqué à la fois en France, au Kenya et en Égypte. Prenant goût au théâtre dès l'âge de 7 ans, il fit néanmoins son service national dans l'armée de terre britannique avant de la quitter à l'issue de 18 mois en tant que soldat, ne souhaitant pas poursuivre une carrière militaire. S'orientant vers le théâtre, il rejoint la Webber Douglas Academy of Dramatic Art, puis partit jouer du théâtre de répertoire à Northampton. Après avoir fait un tout petit rôle dans la série Escape en 1957, il déménagea à Londres en 1961.
Acteur à la télévision, Nicholas Courtney sera apparu dans de nombreuses séries comme Chapeau melon et bottes de cuir (1962, 1967), Les Champions (1968), Mon ami le fantôme (1969), et comme champion de course dans Riviera Police (1965).

### Doctor Who
En 1965, le réalisateur Douglas Camfield pense à lui pour interpréter le rôle du roi Richard Cœur de Lion dans l'épisode de Doctor Who The Crusade mais le rôle échut finalement à Julian Glover. Camfield garda le nom de Nicholas Courtney en mémoire et celui-ci fut pris pour jouer le rôle de l'agent de la Space Security Bret Vyon en 1965 dans l'épisode The Daleks' Master Plan avec William Hartnell dans le rôle du Docteur.
Camfield aimant la performance offerte par Courtney, il repensa à lui pour le rôle secondaire du Capitaine Knight dans l'épisode de 1968 The Web of Fear. Néanmoins, lorsque l'acteur David Langton laissa tomber le rôle du Colonel Lethbridge-Stewart afin de jouer dans la série Z-Cars, le rôle échut à Nicholas Courtney. Le personnage plut assez pour le faire revenir l'année suivante dans The Invasion. Le colonel est promu brigadier et responsable de la section anglaise d'UNIT, une organisation chargée de protéger la Terre d'invasions extraterrestres. Ce rôle lui oblige à porter en permanence une fausse moustache.
Son personnage apparut régulièrement à la télévision, notamment dans la période Jon Pertwee (1970-1974) de la série, lorsque le Docteur est bloqué sur Terre et engagé en tant que conseiller scientifique d'UNIT. Il apparaît dans près de 101 épisodes de sérials entre 1970 et 1975. La popularité du personnage ne décrut pas et il revint de temps en temps dans des épisodes comme Mawdryn Undead ou The Five Doctors. En dehors de l'épisode caritatif de la série, Dimensions in Time, le Brigadier apparaît une dernière fois dans la série dans l'épisode Battlefield en 1989. D'une façon assez ironique, l'actrice Jean Marsh qui jouait le rôle de sa sœur dans The Daleks' Master Plan y joue le rôle de son ennemi, la fée Morgane. À l'exception de Colin Baker, Nicholas Courtney aura joué avec toutes les incarnations du Docteur dans la série classique depuis 1963.
Très attaché à la série, Courtney continua de jouer le rôle du Brigadier que ce soit dans les épisodes radiophoniques ou en participant aux commentaires audio des éditions DVD des épisodes. Il ne réapparaît pas dans la seconde série de Doctor Who, et dans l'épisode de la saison 4 A.T.M.O.S., il est expliqué que le Brigadier est bloqué au Pérou. Toutefois, Courtney reprend le rôle dans un épisode de la série spin-off de Doctor Who The Sarah Jane Adventures, intitulé Enemy of the Bane et diffusé en décembre 2008. L'équipe de production se dit qu'il serait bon de le faire réapparaître dans l'épisode de 2009 qui voit Sarah Jane rencontrer le dixième Docteur The Wedding of Sarah Jane Smith mais les conditions de santé de Nicholas Courtney n'étaient pas bonnes, celui-ci se remettant d'une crise cardiaque.
Dans une interview en 2008, Nicholas Courtney exprima son désarroi face au rythme de la nouvelle série de  Doctor Who, trouvant celle-ci trop nerveuse, trop rapide et ne laissant pas le temps de respirer.
Dans l'épisode de 2011, The Wedding of River Song, le Docteur apprend la mort du Brigadier, ce qui le décide à prendre son destin en main.

### Carrière en dehors deDoctor Who

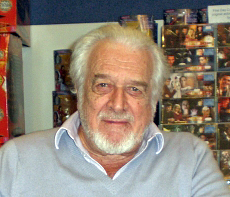
Nicholas Courtney en 2008.

Nicholas Courtney continue à jouer au théâtre et à la télévision, il est vu dans les années 1980 dans des séries comme  Minder (1984), All Creatures Great and Small (1980, épisode Matters Of Life And Death), Only Fools and Horses (1988), The Two Ronnies et Yes, Prime Minister (1986). En 1982, il est engagé pour tenir un rôle récurrent dans une série comique sur la Seconde Guerre mondiale Then Churchill Said to Me mais la série n'est jamais diffusée à cause de la guerre des Malouines. Il joue un rôle régulier dans la série French Fields entre 1989 et 1991.
En 1985, il joue le rôle du Narrateur dans une représentation de The Rocky Horror Show. Il joue aussi sur de nombreuses pièces radiophoniques de Big Finish Productions.
En 2008, il joue le rôle de l'Archevêque de Cantorbéry dans le film Incendiary au côté de Ewan McGregor.

## Vie personnelle
Il eut deux enfants, Philip et Isabella, avec Madeleine, sa première femme. Avant sa mort, il vivait à Londres avec sa seconde femme, Karen.
En 1998, Nicholas Courtney sort son autobiographie intitulée Five Rounds Rapid!  (ISBN 978-1852277826) d'après une ligne de texte que le Brigadier ressortait souvent depuis l'épisode de Doctor Who The Dæmons. Il enregistre chez Big Finish ses mémoires sous-titrées  A Soldier in Time (Un soldat du temps), sorti sur CD en 2002.
Il meurt le 22 février 2011, d'une longue maladie selon son site web. Le scénariste de Doctor Who Mark Gatiss dit de lui qu'il s'agissait d'un « héros d'enfance et le plus doux des gentleman ». L'acteur du quatrième Docteur, Tom Baker lui rend hommage aussi.

## Sources
- (en) Cet article est partiellement ou en totalité issu de l’article de Wikipédia en anglais intitulé « Nicholas Courtney » (voir la liste des auteurs).

1. ↑  « Nicholas Courtney RIP », SFX, Future Publishing,‎ 23 février 2011 (lire en ligne, consulté le 23 février 2011)
2. ↑  Matthewman Scott, « Doctor Who's Brigadier Nicholas Courtney dies », The Stage, The Stage Newspaper Limited, 23 février 2011 (consulté le 23 février 2011)
3. ↑  Guy Clapperton, « Regenerating an original Doctor Who », The Guardian,‎ 2 novembre 2006 (lire en ligne, consulté le 28 décembre 2010)
4. 1 2  Dave Rudin, « Doctor Who Legend Nicholas Courtney Chats in 1980s fanzine interview », Kasterborous, août 1987 (consulté le 30 septembre 2013)
5. ↑   [vidéo][DVD] « The UNIT Family (Part 1) », Steve Broster (Producer), dans BBC Worldwide, 19 juin 2006, United Kingdom.
6. ↑  Michael McManus, « Nicholas Courtney: Actor known for his long-running role as the Brigadier in Doctor Who », The Independent, 26 février 2011 (consulté le 27 février 2011).
7. ↑  « The Den Of Geek interview: Nicholas Courtney », Den of Geek (consulté le 21 mai 2013).
8. ↑  La phrase était « Chap with wings - five rounds rapid! »
9. ↑  Official Web site
10. ↑  « Doctor Who 'Brigadier' Nicholas Courtney dies aged 81 », BBC News, BBC,‎ 23 février 2011 (lire en ligne, consulté le 23 février 2011).
11. ↑  Baker, Tom, « The Brigadier is dead », Tom Baker Ltd (consulté le 24 avril 2011).